# Lynn Anderson
Lynn Rene Anderson (Grand Forks, 26 de setembro de 1947 — 30 de julho de 2015) foi uma cantora estadunidense de música country. Obteve grande sucesso nos anos 1970 com seu hit "(I Never Promised You A) Rose Garden", o qual foi vencedor do Grammy Award em 1971 na categoria Melhor Performance Vocal Feminino Country.
Rose Garden (1971) foi o álbum mais vendido de country de uma artista feminina até ser superado por Shania Twain em 1997. Em paralelo com a carreira de cantora, foi uma talentosa cavaleira, conquistando muitos títulos no hipismo britânico.

## Discografia

### Álbuns de estúdio
- Ride, Ride, Ride (1967)
- Big Girls Don't Cry (1968)
- Promises, Promises (1968)
- At Home With Lynn (1969)
- With Love, from Lynn (1969)
- I'm Alright (1970)
- Songs That Made Country Girls Famous (1970)
- Stay There til' I Get There (1970)
- Uptown Country Girl (1970)
- Rose Garden (1971)
- You're My Man (1971)
- How Can I Unlove You (1972)
- Cry (1972)
- Listen to a Country Song (1972)
- Keep Me In Mind (1973)
- Top of the World (1973)
- What a Man My Man Is (1974)
- I've Never Loved Anyone More (1975)
- All the King's Horses (1976)
- Wrap Your Love All Around Your Man (1977)
- I Love What Love's Doing to Me/He Ain't You (1977)
- Outlaw Is Just a State of Mind (1979)
- Even Cowgirls Get the Blues (1980)
- Back (1983)
- What She Does Best (1988)
- Cowboy's Sweetheart (1992)
- The Bluegrass Sessions (2004)
- Cowgirl (2006)
- Cowgirl II (2010)

### Álbuns ao vivo
- Live at Billy Bob's Texas (2000)
- Live from the Rose Garden (2005)

### Compilações
- The Best of Lynn Anderson (1969)
- Songs My Mother Wrote (1970)
- Lynn Anderson's Greatest Hits Vol. 1 (1971)
- Lynn Anderson with Strings (1971)
- Lynn Anderson (1971)
- The World of Lynn Anderson (1971)
- Lynn Anderson's Greatest Hits (1973)
- Lynn Anderson's Greatest Hits: Volume 2 (1976)
- Encore (1981)
- Memories and Desires (1982)
- Pure Country (1998)
- Greatest Hits (2005)
- 16 Biggest Hits (2006)

### Singles
- "Ride Ride Ride" (1967)
- "Keeping Up Appearances" (1967)
- "If I Kiss You (Will You Go Away)" (1967)
- "Mother, May I" (1968)
- "Big Girls Don't Cry" (1968)
- "Promises, Promises" (1968)
- "No Another Time" (1968)
- "Flattery Will Get You Everywhere" (1969)
- "That's a No No" (1969)
- "Our House Is Not a Home (If It's Never Been Loved In)" (1969)
- "Stay There til' I Get There" (1970)
- "Rose Garden" (1970)
- "No Love At All" (1970)
- "I've Been Everywhere" (1970)
- "Rocky Top" (1970)
- "I'm Alright" (1970)
- "He Even Woke Me Up to Say Goodbye" (1971)
- "How Can I Unlove You" (1971)
- "Jim Dandy" (1971)
- "You're My Man" (1971)
- "It Wasn't God Who Made Honky Tonk Angels" (1971)
- "Cry" (1972)
- "Fool Me" (1972)
- "Listen to a Country Song" (1972)
- "Top of the World" (1973)
- "Keep Me in Mind" (1973)
- "Sing About Love" (1973)
- "What a Man My Man Is" (1974)
- "Talkin' to the Wall" (1974)
- "Smile for Me" (1974)
- "He Turns It Into Love Again" (1974)
- "I Never Loved Anyone More" (1975)
- "Paradise" (1976)
- "All the King's Horses" (1976)
- "Rodeo Cowboy" (1976)
- "Sweet Talkin' Man" (1976)
- "He Ain't You" (1977)
- "Wrap Your Love All Around Your Man" (1977)
- "I Love What Love's Doing to Me" (1977)
- "We Got Love" (1978)
- "Rising Above It All" (1978)
- "Last Love of My Life" (1978)
- "Isn't It Always Love" (1979)
- "I Love How You Love Me" (1979)
- "Sea of Heartbreak" (1979)
- "Even Cowgirls Get the Blues" (1980)
- "Blue Baby Blue" (1980)
- "You Can't Lose What You Never Had" (1983)
- "What I Learned from Loving You" (1983)
- "You're Welcome to Tonight" (1984)
- "Fools for Each Other" (1986)
- "Read Between the Lines" (1987)
- "Didn't We Shine" (1987)
- "Under the Boardwalk" (1988)
- "What He Does Best" (1989)
- "How Many Hearts" (1989)
- "Cry" (2004)
- "Full Moon in Baghdad" (2006)